# Жистин Енен
Жистин Ененⓘ, знана и као Жистин Енен Арден (фр. Justine Henin, знана и као фр. Justine Henin-Hardenne; Лијеж, 1. јун 1982) је бивша професионална белгијска тенисерка. 14. маја 2008. објавила је да се повлачи из професионалног тениса. Тада је имала 25 година и била је прва тенисерка планете. Били Џин Кинг је о њој рекла да је „најбоља тенисерка своје генерације“. 2009. је најавила повратак професионалном тенису, што је и урадила почетком наредне године, да би се у јануару 2011. поново повукла из активног бављења тенисом.
Енен је освојила 43 ВТА титуле и више од 20 милиона долара. Седам од њих су биле Гренд слем титуле: четири са Отвореног првенства Француске, један са Отвореног првенства Аустралије и две са Отвореног првенства Сједињених Држава. Једини Гренд слем који није освојила био је Вимблдон: била је финалисткиња 2001. и 2006. Двапут је освајала ВТА шампионат на крају сезоне (2006, 2007), а освојила је и златну медаљу на Летњим олимпијским играма 2004. у Атини. Тениски експерти хвалили су је због њене менталне снаге, комплетности и варијацији њене игре, њеној брзини и раду ногу и њен једноручни бекхенд (Џон Макенро га је описао као најбољи једноручни бекхенд и у женском и у мушком тенису данас), и то наводе као главне разлоге њеног успеха у тенису.

## Турнири
Свој први турнир је освојила у Антверпену, у Белгији 1999. године. До сада је освојила 11. ВТА турнира, 9 турнира | категорије, 7 гренд слемова, чак је освојила златну медаљу на Олимпијским играма 2004. у Атини.
На великим турнирима је неколико пута поражена у финалу. На Вимблдону 2001. од Винус Вилијамс; док је 2006. била у финалу сва четири гренд слем турнира, изгубивши од Амели Моресмо два пута и од Марије Шарапове једном. Откако је установљена Опен ера 1968. године, Жистин Енен је једина играчица која је предала меч у финалу неког гренд слем турнира, против Амели Моресмо 2006. у Аустралији.

## Стил игре
Енен је важила за тенисерку која се подједнако добро сналази на било ком делу терена. Упркос својој висини (свега 1,67 метара) сервирала је веома добро премда неконстантно. Увек је била добро физички припремљена иако ју је склоност ка повредама често удаљавала од терена. Главно оружје Жистин Енен били су ударци са основне линије. Џон Мекинро описао је једноручни бекхенд Жистин Енен као "најбољи бекхенд у тенису". Ретко је наступала у дубл конкуренцији иако је добро играла како волеје, тако и високе лопте. Многи тениски критичари сврставају је раме уз раме са Штефи Граф по целокупном утиску који је остављала на терену.

### Повлачење
Енен је објавила своје моментално повлачење из професионалног тениса 14. маја 2008. Њена одлука је била велико изненађење, јер је Енен и даље била на првом месту ВТА листе, а била је и главни фаворит за освајање Отвореног првенства Француске 2008, где је требало да одбрани своју титулу трећи пут. Енен је рекла да не осећа тугу због повлачења, јер верује да је то ослобађање од игре на коју се фокусирала двадесет година. Такође је рекла да ће се у будућности фокусирати на хуманитарни рад и своју тениску школу. Коментаришући о њеном повлачењу, мушки број 1, Роџер Федерер је рекао: „Тенис је данас претрпео огроман губитак“.

## Приватни живот
Жистин Енен је рођена 1. јуна 1982. у Лијежу, валонском делу Белгије. Њен отац се зове Жозе Енан; њена мајка Франсоаз је била Францускиња и професорка, а погинула је када је Енен имала 12 година. Има два брата, Давида и Томаса, и сестру Сару. Такође је имала и старију сестру која је умрла пре Жистининог рођења.
Када је Жистин имала две године, породица се преселила у Рошфор. У новом граду у непосредном комшилуку, налазио се локални тениски клуб. Када јој је било 5 година читаво лето провела је на тим теренима и ту је први пут узела рекет у руке. Из куће је одлазила после доручка, а враћала се увече да се пресвуче и преспава. Показало се да има дара за овај спорт и већ следеће године родитељи су је уписали да тренира у Тениски клуб Сини. Ту се открило колико је заправо Жистин талентована за тенис. Била је боља од све друге деце у разреду, а имала је амбиције да постане светски позната тенисерка. Једном приликом, мајка ју је одвела у Француску и изненадила је картама за финални меч Отвореног првенства Француске 1992, које су играле Жистинини идоли Штефи Граф и Моника Селеш. Жистин је била одушевљена и рекла је својој мајци: „Једнога дана ћу ја овде играти и победићу“.
1995. године, недуго након смрти њене мајке, Жистин је упознала Карлоса Родригеза, који је тада почео да је тренира. Он је био њен тренер све до њеног повлачења. Када је дошло до породичног конфликта због везе Жистин с Пјером-Ивом Арденом, Родригез је постао очинска фигура у Жистинином животу.
16. новембра 2002, Жистин се удала за Пјера-Ива Ардена. 4. јануара 2007, Жистин се повукла са турнира због приватних проблема. Медији су преносили вести да се она разводи. Ускоро је на њеном веб-сајту потврђена та вест. Жистин је поново почела да се представља као Жистин Енен, јер је до тада инсистирала на Жистин Енан Арден. Њен развод и озбиљна саобраћајна несрећа њеног брата помогли су да Жистин и њена породица поново почну да комуницирају. На Отвореном првенству Француске 2007, породица Енен је по први пут присуствовала мечевима Жистин у њеној професионалној каријери.
30. новембра 2007, Белгијанка је отворила сопствену школу тениса, Club Justine N1 (на француском, N1 (број 1) се чита готово исто као Енен).
Током каријере сусретала се са оптужбама за неспортско понашање које се односило на лажирање повреда током мечева како би вршила дистракцију противница. Неке од тенисерки које су давале такве изјаве су Серена Вилијамс, Ким Клајстерс и Јелена Јанковић (која никада у каријери није успела да порази Енен, скор је 0-10).

### Ривалство с Ким Клајстерс
Жистин Енен и Ким Клајстерс, иако су биле из исте земље, нису биле у најбољим односима. Обе су Белгијанке. Каријере обе су биле у успону 2002 — 2003. Енен је из валонског дела Белгије, а Клајстерс из фламанског. Сем тога, Енен је била прва док је Клајстерс била друга, и обрнуто. Ипак, обе су се слагале када су играле за Белгију у Купу федерација. Иста прича данас се везује за Ану Ивановић и Јелену Јанковић из Србије.

## Пласман на ВТА листи на крају сезоне

### Појединачно
| Година  | 1998. | 1999. | 2000. | 2001. | 2002. | 2003. | 2004. | 2005. | 2006. | 2007. | 2008. | 2009. | 2010. |
| Пласман | 226   | 69    | 48    | 7     | 5     | 1     | 8     | 6     | 1     | 1     | -     | -     | 12    |

### Парови
| Година  | 2001. | 2002. |
| Пласман | 46    | 43    |

## Гренд слем финала (12)

### Појединачно
| Година | Турнир                        | Противница у финалу | Резултат у финалу |
| 2003.  | Ролан Гарос                   | Ким Клајстерс       | 6–0, 6–4          |
| 2003.  | Отворено првенство САД        | Ким Клајстерс       | 7–5, 6–1          |
| 2004.  | Отворено првенство Аустралије | Ким Клајстерс       | 6–3, 4–6, 6–3     |
| 2005.  | Ролан Гарос (2)               | Мери Пирс           | 6–1, 6–1          |
| 2006.  | Ролан Гарос (3)               | Светлана Кузњецова  | 6–4, 6–4          |
| 2007.  | Ролан Гарос (4)               | Ана Ивановић        | 6–1, 6–2          |
| 2007.  | Отворено првенство САД (2)    | Светлана Кузњецова  | 6–1, 6–3          |

| Година | Турнир                            | Противница у финалу | Резултат у финалу |
| 2001.  | Вимблдон                          | Винус Вилијамс      | 1–6, 6–3, 0–6     |
| 2006.  | Отворено првенство Аустралије     | Амели Моресмо       | 1–6, 0–2 предаја  |
| 2006.  | Вимблдон(2)                       | Амели Моресмо       | 6–2, 3–6, 4–6     |
| 2006.  | Отворено првенство САД            | Марија Шарапова     | 4–6, 4–6          |
| 2010.  | Отворено првенство Аустралије (2) | Серена Вилијамс     | 4–6, 6–3, 2–6     |

## Финала ВТА шампионата (2)
| Година | Место играња | Противница у финалу | Резултат у финалу |
| 2006.  | Мадрид       | Амели Моресмо       | 6–4, 6–3          |
| 2007.  | Мадрид       | Марија Шарапова     | 5–7, 7–5, 6–3     |

## ВТА финала

### Појединачно (61)
| Легенда: Пре 2009.           | Легенда: Од 2009.     |
| ---------------------------- | --------------------- |
| Гренд слем турнири (7)       |                       |
| Завршна првенства сезоне (2) |                       |
| Олимпијско злато (1)         |                       |
| категорија (10)              | Обавезни Премијер (0) |
| категорија (17)              | Премијер 5 (0)        |
| категорија (3)               | Премијер (1)          |
| и категорија (1)             | Међународни (1)       |

| Титула по подлози |
| Тврда (25)        |
| Шљака (13)        |
| Трава (4)         |
| Тепих (1)         |

| Бр. | Датум              | Турнир                           | Подлога | Противница у финалу  | Резултат у финалу   |
| 1.  | 10. мај 1999.      | Антверпен, Белгија               | Шљака   | Сара Питковски       | 6–1, 6–2            |
| 2.  | 1. јануар 2001.    | Голд Коаст, Аустралија           | Тврда   | Силвија Фарина Елија | 7–6(5), 6–4         |
| 3.  | 8. јануар 2001.    | Канбера, Аустралија              | Тврда   | Сандрин Тесту        | 6–2, 6–2            |
| 4.  | 18. јун 2001.      | Хертохенбос, Холандија           | Трава   | Ким Клајстерс        | 6–4, 3–6, 6–3       |
| 5.  | 6. мај 2002.       | Берлин, Немачка                  | Шљака   | Серена Вилијамс      | 6–2, 1–6, 7–6(5)    |
| 6.  | 21. октобар 2002.  | Линц, Аустрија                   | Тепих   | Александра Стивенсон | 6–3, 6–0            |
| 7.  | 17. фебруар 2003.  | Дубаи, Уједињени Арапски Емирати | Тврда   | Моника Селеш         | 4–6, 7–6(4), 7–5    |
| 8.  | 7. април 2003.     | Чарлстон, САД                    | Шљака   | Серена Вилијамс      | 6–3, 6–4            |
| 9.  | 5. мај 2003.       | Берлин, Немачка                  | Шљака   | Ким Клајстерс        | 6–4, 4–6, 7–5       |
| 10. | 26. мај 2003.      | Париз, Француска                 | Шљака   | Ким Клајстерс        | 6–0, 6–4            |
| 11. | 28. јул 2003.      | Сан Дијего, Калифорнија, САД     | Тврда   | Ким Клајстерс        | 3–6, 6–2, 6–3       |
| 12. | 11. август 2003.   | Торонто, Канада                  | Тврда   | Лина Красноруцкаја   | 6–1, 6–0            |
| 13. | 25. август 2003.   | Њујорк, САД                      | Тврда   | Ким Клајстерс        | 7–5, 6–1            |
| 14. | 13. октобар 2003.  | Цирих, Швајцарска                | Тврда   | Јелена Докић         | 6–0, 6–4            |
| 15. | 12. јануар 2004.   | Сиднеј, Аустралија               | Тврда   | Амели Моресмо        | 6–4, 6–4            |
| 16. | 19. јануар 2004.   | Мелбурн, Аустралија              | Тврда   | Ким Клајстерс        | 6–3, 4–6, 6–3       |
| 17. | 23. фебруар 2004.  | Дубаи, Уједињени Арапски Емирати | Тврда   | Светлана Кузњецова   | 6–3, 7–6(3)         |
| 18. | 8. март 2004.      | Индијан Велс, САД                | Тврда   | Линдси Давенпорт     | 6–1, 6–4            |
| 19. | 16. август 2004.   | Атина, Грчка                     | Тврда   | Амели Моресмо        | 6–3, 6–3            |
| 20. | 17. април 2005.    | Чарлстон, САД                    | Шљака   | Јелена Дементијева   | 7–5, 6–4            |
| 21. | 1. мај 2005.       | Варшава, Пољска                  | Шљака   | Светлана Кузњецова   | 3–6, 6–2, 7–5       |
| 22. | 8. мај 2005.       | Берлин, Немачка                  | Шљака   | Нађа Петрова         | 6–3, 4–6, 6–3       |
| 23. | 4. јун 2005.       | Париз, Француска                 | Шљака   | Мери Пирс            | 6–1, 6–1            |
| 24. | 13. јануар 2006.   | Сиднеј, Аустралија               | Тврда   | Франческа Шћавоне    | 4–6, 7–5, 7–5       |
| 25. | 25. фебруар 2006.  | Дубаи, УАР                       | Тврда   | Марија Шарапова      | 7–5, 6–2            |
| 26. | 10. јун 2006.      | Париз, Француска                 | Шљака   | Светлана Кузњецова   | 6–4, 6–4            |
| 27. | 24. јун 2006.      | Истборн, Енглеска                | Трава   | Анастасија Мискина   | 4–6, 6–1, 7–6(5)    |
| 28. | 26. август 2006.   | Њу Хејвен, САД                   | Тврда   | Линдси Давенпорт     | 6–0, 1–0 предат меч |
| 29. | 12. новембар 2006. | Мадрид, Шпанија                  | Тврда   | Амели Моресмо        | 6–4, 6–3            |
| 30. | 24. фебруар 2007.  | Дубаи, УАР                       | Тврда   | Амели Моресмо        | 6–4, 7–5            |
| 31. | 3. март 2007.      | Доха, Катар                      | Тврда   | Светлана Кузњецова   | 6–4, 6–2            |
| 32. | 7. мај 2007.       | Варшава, Пољска                  | Шљака   | Алона Бондаренко     | 6–1, 6–3            |
| 33. | 9. јун 2007.       | Париз, Француска                 | Шљака   | Ана Ивановић         | 6–1, 6–2            |
| 34. | 23. јун 2007.      | Истборн, Енглеска                | Трава   | Амели Моресмо        | 7–5, 6–7(4), 7–6(2) |
| 35. | 19. август 2007.   | Торонто, Канада                  | Тврда   | Јелена Јанковић      | 7–6(3), 7–5         |
| 36. | 8. септембар 2007. | Њујорк, САД                      | Тврда   | Светлана Кузњецова   | 6–1, 6–3            |
| 37. | 7. октобар 2007.   | Штутгарт, Немачка (1)            | Тврда   | Татјана Головин      | 2–6, 6–2, 6–1       |
| 38. | 21. октобар 2007.  | Цирих, Швајцарска                | Тврда   | Татјана Головин      | 6–4, 6–4            |
| 39. | 11. новембар 2007. | Мадрид, Шпанија                  | Тврда   | Марија Шарапова      | 5–7, 7–5, 6–3       |
| 40. | 11. јануар 2008.   | Сиднеј, Аустралија               | Тврда   | Светлана Кузњецова   | 4–6, 6–2, 6–4       |
| 41. | 17. фебруар 2008.  | Антверпен, Белгија               | Тврда   | Карин Кнап           | 6–3, 6–3            |
| 42. | 2. мај 2010.       | Штутгарт, Немачка (2)            | Шљака   | Саманта Стосур       | 6–4, 2–6, 6–1       |
| 43. | 19. јун 2010.      | Хертохенбос, Холандија (2)       | Трава   | Андреа Петковић      | 3–6, 6–3, 6–4       |

| Легенда: Пре 2009.           | Легенда: Од 2009.     |
| ---------------------------- | --------------------- |
| Гренд слем турнири (5)       |                       |
| Завршна првенства сезоне (0) |                       |
| категорија (4)               | Обавезни Премијер (0) |
| категорија (5)               | Премијер 5 (0)        |
| категорија (2)               | Премијер (0)          |
| и категорија (1)             | Међународни (1)       |

| Финала по подлози |
| Тврда (10)        |
| Шљака (3)         |
| Трава (3)         |
| Тепих (2)         |

| Бр. | Датум               | Турнир                         | Подлога | Противница у финалу | Резултат у финалу   |
| 1.  | 8. јул 2001.        | Вимблдон, Лондон, Енглеска (1) | Трава   | Винус Вилијамс      | 6–1, 3–6, 6–0       |
| 2.  | 16. септембар 2001. | Ваиколоа, Хаваји, САД          | Тврда   | Сандрин Тесту       | 6–3, 2–0 предат меч |
| 3.  | 14. октобар 2001.   | Филдерштат, Немачка            | Тврда   | Линдси Давенпорт    | 7–5, 6–4            |
| 4.  | 5. јануар 2002.     | Голд Коаст, Аустралија         | Тврда   | Винус Вилијамс      | 7–5, 6–2            |
| 5.  | 17. фебруар 2002.   | Антверпен, Белгија             | Тепих   | Винус Вилијамс      | 6–3, 5–7, 6–3       |
| 6.  | 14. април 2002.     | Амелија Ајланд, САД            | Шљака   | Винус Вилијамс      | 2–6, 7–5, 7–6       |
| 7.  | 19. мај 2002.       | Рим, Италија                   | Шљака   | Серена Вилијамс     | 7–6, 6–4            |
| 8.  | 21. јун 2003.       | Хертохенбос, Холандија         | Трава   | Ким Клајстерс       | 6–7, 3–0 предат меч |
| 9.  | 28. септембар 2003. | Лајпциг, Немачка               | Тепих   | Анастасија Мискина  | 3–6, 6–3, 6–3       |
| 10. | 12. октобар 2003.   | Филдерштат, Немачка            | Тврда   | Ким Клајстерс       | 5–7, 6–4, 6–2       |
| 11. | 21. август 2005.    | Торонто, Канада                | Тврда   | Ким Клајстерс       | 7–5, 6–1            |
| 12. | 29. јануар 2006.    | Мелбурн, Аустралија            | Тврда   | Амели Моресмо       | 6–1, 2–0 предала    |
| 13. | 14. мај 2006.       | Берлин, Немачка                | Шљака   | Нађа Петрова        | 4–6, 6–4, 7–5       |
| 14. | 9. јул 2006.        | Вимблдон, Лондон, Енглеска (2) | Трава   | Амели Моресмо       | 2–6, 6–3, 6–4       |
| 15. | 10. септембар 2006. | Њујорк, САД                    | Тврда   | Марија Шарапова     | 6–4, 6–4            |
| 16. | 1. април 2007.      | Мајами, САД                    | Тврда   | Серена Вилијамс     | 0–6, 7–5, 6–3       |
| 17. | 9. јануар 2010.     | Бризбејн, Аустралија           | Тврда   | Ким Клајстерс       | 6–3, 4–6, 7–6(6)    |
| 18. | 30. јануар 2010.    | Мелбурн, Аустралија (2)        | Тврда   | Серена Вилијамс     | 6–4, 3–6, 6–2       |

### Женски парови (3)
| Бр. | Датум              | Партнерка     | Турнир                 | Подлога | Противнице у финалу         | Резултат у финалу |
| 1.  | 21. децембар 2001. | Меган Шонеси  | Голд Коаст, Аустралија | Тврда   | Оса Свенсон Миријам Ореманс | 6–1, 7–6(6)       |
| 2.  | 14. октобар 2002.  | Јелена Бовина | Цирих, Швајцарска      | Тепих   | Јелена Докић Нађа Петрова   | 6–2, 7–6(2)       |

| Бр. | Датум             | Партнерка    | Турнир              | Подлога | Противнице у финалу           | Резултат у финалу |
| 1.  | 14. октобар 2001. | Меган Шонеси | Филдерштат, Немачка | Тврда   | Линдси Давенпорт Лиса Рејмонд | 6–4, 6–7(4), 7–5  |

### Мешовити парови (1)
| Бр. | Датум           | Партнер         | Турнир     | Подлога | Противници у финалу          | Резултат у финалу |
| 1.  | 1. јануар 2011. | Рубен Бемелманс | Хопман куп | Тврда   | Бетани Матек Сандс Џон Изнер | 6-1, 6-3          |

## ИТФ титуле
| Бр. | Датум              | Турнир                  | Подлога | Противница у финалу | Резултат у финалу   |
| 1.  | 18. мај 1997.      | Ле Туке, Француска      | Шљака   | Камила Кремер       | 6–2, 6–3            |
| 2.  | 17. август 1997.   | Коксижд, Белгија        | Шљака   | Ноелиа Сера         | 6–3, 7–6(4)         |
| 3.  | 26. април 1998.    | Жело, Француска         | Шљака   | Орели Веди          | 6–0, 6–0            |
| 4.  | 17. мај 1998.      | Гренелефе, Флорида, САД | Тврда   | Џејн Чи             | 6–2, 6–3            |
| 5.  | 15. новембар 1998. | Рамат Хашарон, Израел   | Тврда   | Патриција Ватруш    | 6–2, 6–4            |
| 6.  | 12. март 1999.     | Ремс, Француска         | Шљака   | Ким Клајстерс       | 6–4, 6–4            |
| 7.  | 30. јул 2000.      | Лијеж, Белгија          | Шљака   | Барбара Ритнер      | 6–0, 3–1 предат меч |

## Наступи на Гренд слем турнирима
| Легенда | Легенда                                    | Легенда | Легенда                           |
| ------- | ------------------------------------------ | ------- | --------------------------------- |
| О/И     | однос освајања турнира и играња на турниру | Поб-Пор | однос побједа и пораза            |
| НО      | турнир није одржан те године               | Н       | није учествовала на турниру       |
| КВ      | изгубила у квалификацијама                 | 1К      | изгубила у првом колу             |
| 2К      | изгубила у другом колу                     | 3К      | изгубила у трећем колу            |
| 4К      | изгубила у четвртом колу                   | ГФ      | изгубила у групној фази такмичења |
| ЧФ      | изгубила у четвртфиналу                    | ПФ      | изгубила у полуфиналу             |
| Ф       | изгубила у финалу                          | П       | освојила турнир                   |

| Година       | Отворено првенство Аустралије | Отворено првенство Аустралије | Ролан Гарос | Ролан Гарос        | Вимблдон | Вимблдон        | Отворено првенство САД у тенису | Отворено првенство САД у тенису |
| ------------ | ----------------------------- | ----------------------------- | ----------- | ------------------ | -------- | --------------- | ------------------------------- | ------------------------------- |
| 1999         | -                             | -                             | 2К          | Линдси Давенпорт   | -        | -               | 1К                              | Амели Моресмо                   |
| 2000         | 2К                            | Мартина Хингис                | -           | -                  | 1К       | Аранча Санчез   | 4К                              | Линдси Давенпорт                |
| 2001         | 4К                            | Моника Селеш                  | ПФ          | Ким Клајстерс      | Ф        | Винус Вилијамс  | 4К                              | Серена Вилијамс                 |
| 2002         | ЧФ                            | Ким Клајстерс                 | 1К          | Анико Капрош       | ПФ       | Винус Вилијамс  | 4К                              | Данијела Хантухова              |
| 2003         | ПФ                            | Винус Вилијамс                | П           | Ким Клајстерс      | ПФ       | Серена Вилијамс | П                               | Ким Клајстерс                   |
| 2004         | П                             | Ким Клајстерс                 | 2К          | Татјана Гарбин     | -        | -               | 4К                              | Нађа Петрова                    |
| 2005         | -                             | -                             | П           | Мери Пирс          | 1К       | Елени Данилиду  | 4К                              | Мари Пирс                       |
| 2006         | Ф                             | Амели Моресмо                 | П           | Светлана Кузњецова | Ф        | Амели Моресмо   | Ф                               | Марија Шарапова                 |
| 2007         | -                             | -                             | П           | Ана Ивановић       | ПФ       | Марион Бартоли  | П                               | Светлана Кузњецова              |
| 2008         | ЧФ                            | Марија Шарапова               | -           | -                  | -        | -               | -                               | -                               |
| 2009         | -                             | -                             | -           | -                  | -        | -               | -                               | -                               |
| 2010         | Ф                             | Серена Вилијамс               | 4К          | Саманта Стосур     | 4К       | Ким Клајстерс   | -                               | -                               |
| 2011         | 3К                            | Светлана Кузњецова            | -           | -                  | -        | -               | -                               | -                               |
| О/И\|Поб-пор | 1/9                           | 38/8                          | 4/9         | 38/5               | 0/8      | 30/8            | 2/9                             | 35/7                            |

У другим колонама се налазе имена тенисерки које су те године победиле Жистин Енен на том Гренд слем турниру. Где је Ененова освојила титулу приказано је име њене противнице у финалу.
| Легенда | Легенда                                    | Легенда | Легенда                           |
| ------- | ------------------------------------------ | ------- | --------------------------------- |
| О/И     | однос освајања турнира и играња на турниру | Поб-Пор | однос побједа и пораза            |
| НО      | турнир није одржан те године               | Н       | није учествовала на турниру       |
| КВ      | изгубила у квалификацијама                 | 1К      | изгубила у првом колу             |
| 2К      | изгубила у другом колу                     | 3К      | изгубила у трећем колу            |
| 4К      | изгубила у четвртом колу                   | ГФ      | изгубила у групној фази такмичења |
| ЧФ      | изгубила у четвртфиналу                    | ПФ      | изгубила у полуфиналу             |
| Ф       | изгубила у финалу                          | П       | освојила турнир                   |

| Година | Отворено првенство Аустралије | Отворено првенство Аустралије        | Ролан Гарос        | Ролан Гарос                          | Вимблдон       | Вимблдон                    | Отворено првенство САД у тенису | Отворено првенство САД у тенису    |
| ------ | ----------------------------- | ------------------------------------ | ------------------ | ------------------------------------ | -------------- | --------------------------- | ------------------------------- | ---------------------------------- |
| 2001   | 2К Еви Доминиковић            | Вирхинија Руано Паскуал Паола Суарез | ПФ Елена Татаркова | Вирхинија Руано Паскуал Паола Суарез | 3К Магви Серна | Маја Матевжич Драгана Зарић | 2К Меган Шонеси                 | Соња Џејасилан Лина Краснорутскаја |
| 2002   | -                             | -                                    | -                  | -                                    | -              | -                           | 2К Кончита Мартинез             | К. Денин Маја Матевжич             |
| 2003   | 3К Јелена Бовина              | Вирхинија Руано Паскуал Паола Суарез | -                  | -                                    | -              | -                           | -                               | -                                  |

## Наступи на Летњим олимпијским играма
| Медаља | Година           | Турнир       | Подлога | Противница у финалу | Резултат у финалу |
| Злато  | 15. август 2004. | Атина, Грчка | тврда   | Амели Моресмо       | 6–3, 6–3          |

## Финала ФЕД купа (2)
| Бр. | Година | Локација | Подлога | Победнице                                                  | Финалисткиње                                                          | Резултат |
| 1.  | 2001.  | Мадрид   | Шљака   | Белгија Лоренс Куртоа Елс Каленс Жистин Енен Ким Клајстерс | Русија Јелена Лиховцева Јелена Бовина Јелена Дементијева Нађа Петрова | 2-1      |

| Бр. | Година | Локација | Подлога | Победнице                                                               | Финалисткиње                                                            | Резултат |
| 1.  | 2006.  | Шарлроа  | Тврда   | Италија Роберта Винчи Флавија Пенета Мара Сантанђело Франческа Скјавоне | Белгија Лесли Буткивиц Жистин Енен Арден Каролина Маес Кирстен Флипкенс | 3–2      |

### Статистика у Фед купу
| [ 11 ]      | Победа | Пораза | Укупно |
| ----------- | ------ | ------ | ------ |
| Појединачно | 15     | 2      | 17     |
| Парови      | 0      | 2      | 2      |
| Укупно      | 15     | 4      | 19     |

## Рекорди
- Рекорди се подразумевају само за „опен еру“.

| Турнир      | Година     | Рекорд                                                           | Тенисерка са којим дели                                                                 |
| Ролан Гарос | 2005-2007  | 3 титуле заредом на турниру                                      | / Моника Селеш                                                                          |
| Ролан Гарос | 2006, 2007 | Освојила два пута турнир без изгубљеног сета                     | Једина                                                                                  |
| Гренд слем  | 2006       | Наступала у сва четири Гренд слем финала током године            | Маргарет Корт Крис Еверт / Мартина Навратилова Штефи Граф / Моника Селеш Мартина Хингис |
| Гренд слем  | 2007       | Освојила два Гренд слем турнира током године без изгубљеног сета | Били Џин Кинг / Мартина Навратилова Штефи Граф Мартина Хингис Серена Вилијамс           |

## Победе и порази против тенисерки
Тенисерке које бу биле прве на свету су подебљане
- Светлана Кузњецова 16–3
- Нађа Петрова 14–2
- Ким Клајстерс 12–13
- / Јелена Јанковић 10–0
- Јелена Дементјева 10–2
- Кончита Мартинез 8–0
- Пати Шнидер 8–1
- Анастасија Мискина 8–2
- Амели Моресмо 8–6
- Франческа Скјавоне 7–1
- Марија Шарапова 7–3
- Линдси Давенпорт 7–5
- / Ана Ивановић 6–0
- Вера Звонарева 6–0
- Серена Вилијамс 6–8
- Алиша Молик 5–0
- Динара Сафина 5–1
- Џенифер Капријати 5–2
- Чанда Рубин 5–2
- Никол Вајдишова 4–0
- Ана Курњикова 4–0
- Мери Пирс 4–1
- Ај Сугијама 4–1
- Сандрин Тестуд 4–2
- Анке Хубер 3–0
- Ана Чакветадзе 3–0
- Магдалена Малејева 3–1
- Барбара Шет 3–1
- Марион Бартоли 3–1
- Данијела Хантухова 3–2
- // Моника Селеш 3–4
- Агњешка Радвањска 2–0
- / Јелена Докић 2–1
- Флавија Пенета 2–1
- Мартина Хингис 2–2
- Винус Вилијамс 2–7
- Каролина Возњацки 1–0
- Саманта Стосур 1–1
- Карина Хабшудова 1–0
- Паола Суарез 1–0
- Аманда Куцер 1–2
- Натали Тозија 0–1
- Аранча Санчез Викарио 0–1